# Gesellschaft für Europabildung
Die Gesellschaft für Europabildung (GEB) ist ein Zusammenschluss von Freunden und Förderern des europäischen Gedankens. Dieser wurde 2005 in Berlin gegründet.
Die GEB vergibt Stipendien und organisiert Praktika im Rahmen des EU-Bildungsprogramms Erasmus+. Sie fördert die Vernetzung und Weiterbildung von pädagogischem Personal im Bereich der vorschulischen, schulischen und beruflichen Bildung. Die GEB unterstützt individuelle Auslandsaufenthalte für Personen jeden Alters, die sich beruflich und kulturell weiterbilden wollen.
Ein weiterer Schwerpunkt der Arbeit der GEB ist die Förderung des bürgerschaftlichen Engagements und der Zivilgesellschaft unter anderem durch die Durchführung von internationalen Jugendbegegnungen und Freiwilligendiensten in Europa und weltweit.
Die überwiegende Anzahl der Projekte der GEB wird von der Generaldirektion Bildung und Kultur der Europäischen Kommission gefördert.